# RSS
RSS (skrót od nazwy Really Simple Syndication, RDF Site Summary itd.) – standard rozpowszechniania informacji oparty na znacznikach XML do prezentowania nowości ze stron internetowych na bieżąco. Pliki w takim formacie wgrywane są do czytników RSS, żeby te mogły potem przedstawiać najświeższe informacje na bieżąco w czytelnej formie i w jednolitym interfejsie. Potocznie takie pliki nazywa się „kanałami RSS”.
Przykładami dedykowanego dla standardu RSS oprogramowania mogą być NetNewsWire (na urządzenia Apple'a), Newsboat (na Linuxa), Capy Reader (na urządzenia z Androidem), ale też istnieją programy działające w przeglądarkach internetowych, niezależnie od posiadanego systemu operacyjnego, takie jak Nextcloud News czy FreshRSS.
Pierwsza wersja tego standardu pojawiła się około 1999 roku, zaś popularność zdobyła w trakcie pierwszej połowy pierwszej dekady XXI wieku. Jednak jego wykorzystanie przez internautów zauważalnie spadło po 2013 roku – zamknięcie Google Readera jest jednym z przytaczanych argumentów, dla którego tak się mogło stać. Mimo tego niektórzy wydawcy stron internetowych – takich jak Polsat News, The Guardian czy Zaufana Trzecia Strona – wciąż posiadają swoje kanały RSS (przy czym niniejsza lista nie jest wyczerpująca).
Potencjalnym następcą standardu RSS jest Atom, który jest także wspierany przez większość dzisiejszych czytników kanałów RSS ze względu na spore podobieństwo obu standardów.

## Odmiany standardu RSS
Wśród powstałych odmian standardu RSS można wymienić następujące:
- RDF Site Summary (RSS 1.x, RSS 0.90)[2]
- Rich Site Summary (RSS 0.91/RSS 0.92/RSS 0.93)
- Really Simple Syndication (RSS 2.0)

## Przykładowy plik kanału RSS

### Zawartość przykładowego kanału
Cały plik kanału RSS składa się ze znaczników XML, którego przykład dla wersji 2.0 standardu można zobaczyć poniżej:
```
<?xml version="1.0" encoding="UTF-8" ?>

<rss
 
version=
"2.0"
>

    
<channel>

        
<title>
Tytuł
 
kanału
 
RSS
</title>

        
<description>
To
 
jest
 
przykład
 
kanału
 
RSS.
 
W
 
tym
 
miejscu
 
powinien
 
pojawić
 
się
 
faktyczny
 
opis
</description>

        
<link>
https://www.example.com
</link>

        
<copyright>
(c)
 
2025
 
www.example.com,
 
wszystkie
 
prawa
 
zastrzeżone
</copyright>

        
<lastBuildDate>
Mon,
 
10
 
Mar
 
2025
 
00:00:00
 
+0000
</lastBuildDate>

        
<pubDate>
Mon,
 
10
 
Mar
 
2025
 
12:00:00
 
+0000
</pubDate>

        
<ttl>
60
</ttl>

        
<item>

            
<title>
Przykładowy
 
wpis
</title>

            
<description>
Tutaj
 
znajduje
 
się
 
krótki
 
opis
 
przykładowego
 
wpisu.
</description>

            
<link>
http://www.example.com/blog/post/1
</link>

            
<guid
 
isPermaLink=
"false"
>
7bd204c6-1655-4c27-aeee-53f933c5395f
</guid>

            
<pubDate>
Mon,
 
10
 
Mar
 
2025
 
12:00:00
 
+0000
</pubDate>

            
<enclosure
 
url=
"https://www.example.com/blog/post/1/plik_audio.ogg"
 
/>

        
</item>

    
</channel>

</rss>

```

### Niektóre ze znaczników definiujących kanał RSS
Poniższa tabela opisuje znaczniki wykorzystywane do zdefiniowania informacji o kanale RSS:
| Nazwa znaczniku | Do czego służy? | Czy jest wymagany?                                                               |
| --------------- | --- | -------------------------------------------------------------------------------- |
| rss             | Jest to znacznik definiujący cały kanał. Parametr version odpowiada za wybór wersji standardu RSS – na podstawie przykładu jest to wersja 2.0. | Tak (stanowi podstawę całego pliku)                                              |
| channel         | Definiuje faktyczną zawartość kanału. | Tak                                                                              |
| title           | Ustala nazwę kanału wyświetlaną przez czytnik.                                                                                                 | Tak                                                                              |
| description     | Ustala opis kanału. | Tak                                                                              |
| link            | Ustala odniesienie do głównej strony internetowej odpowiedzialnej za poszczególny kanał RSS.                                                   | Tak                                                                              |
| copyright       | Powiadamia o tym, kto jest właścicielem praw autorskich.                                                                                       | Nie                                                                              |
| lastBuildDate   | Definiuje czas, kiedy nastąpiła ostatnia aktualizacja kanału.                                                                                  | Nie                                                                              |
| pubDate         | Podobny do lastBuildDate, z tym że informuje o ostatnim wprowadzeniu do kanału RSS nowej zawartości.                                           | Nie                                                                              |
| ttl             | Ustala czas w minutach, co ile ma być aktualizowany kanał.                                                                                     | Nie                                                                              |
| item            | Definiuje zawartość wpisu dostępnego w kanale RSS.                                                                                             | Nie, ale brak takich znaczników spowoduje, że kanał będzie rozpoznany jako pusty |

Z kolei ta tabela prezentuje znaczniki wykorzystywane wewnątrz elementu item:
| Nazwa znaczniku | Do czego służy? | Czy jest wymagany? |
| --------------- | --- | ------------------ |
| title           | Tytuł wpisu. | Tak                |
| description     | Opis wpisu. | Tak                |
| link            | Odnośnik do materiału źródłowego, na którym jest oparta poszczególna wiadomość.                                                                       | Tak                |
| guid            | Unikalny identyfikator poszczególnego wpisu. | Nie                |
| pubDate         | Data publikacji wpisu. | Nie                |
| enclosure       | Definiuje załącznik audiowizualny dołączany do wpisu. Ten znacznik wykorzystywany jest przez usługi rozpowszechniające podcasty – np. Apple Podcasts. | Nie                |

## Krytyka
Standard RSS jest krytykowany za brak kompatybilności między różnymi jego wersjami – dotychczas powstało 9 jego odmian, które w żaden sposób nie są ze sobą zgodne. Ostatnia główna aktualizacja tego standardu nastąpiła w 2003 roku, zaś główny kontrybutor do niniejszego standardu – którym był Uniwersytet Harvardu – zapowiedział, że wszelkie prace nad standardem poczynając od wersji 2.0.1 „zostały zamrożone”.